# Grant (namn)
|  | Wiktionary har en ordboksartikel om grant. |

Grant är både ett förnamn och efternamn.

## Personer med efternamnet Grant
- Alex Grant (född 1989), kanadensisk ishockeyspelare
- Amy Grant (född 1960), amerikansk singer-songwriter
- Ann Grant  (född 1955), zimbabwisk landockeyspelare
- Avram Grant (född 1955), israelisk fotbollstränare

- Beverly Grant (född 1970), jamaicansk kortdistanslöpare
- Brea Grant  (född 1981), amerikansk skådespelare
- Bryan Grant (1910–1986), amerikansk tennisspelare

- Cary Grant (1904–1986), brittiskfödd amerikansk skådespelare
- Charles L. Grant (1942–2006), amerikansk fantasyförfattare

- David Grant (född 1956), engelsk popsångare
- Derek Grant (född 1990), kanadensisk ishockeyspelare
- Duncan Grant (1885–1978), brittisk konstnär och designer

- Eddy Grant (född 1948), brittisk reggaemusiker

- Faye Grant (född 1957), amerikansk skådespelare
- Francis Grant (1803–1878), skotsk målare

- Heber J. Grant (1856–1945), amerikansk mormonledare
- Hugh Grant (född 1960),  brittisk skådespelare
- Hugh J. Grant (1858–1910), amerikansk politiker

- James Grant, flera personer
  - James Grant (författare) (1822–1887), brittisk skriftställare
  - James Grant (tidningsman) (1802–1879). brittisk tidningsman
  - James Augustus Grant (1827–1892), brittisk officer och upptäcktsresande
  - James Benton Grant (1848–1911), amerikansk politiker, demokrat, guvernör i Colorado
  - James Hope Grant (1808–1875), brittisk general
- Joe Grant (1908–2005), amerikansk filmmedarbetare
- John Grant, flera personer
  - John Grant (konspiratör) (1570–1606), brittisk deltagare i "krutkonspirationen"
  - John Grant (musiker) (född 1968), amerikansk musiker
  - John Gaston Grant (1858–1923), amerikansk politiker, republikan, kongressledamot för North Carolina
- Julia Grant (1826–1902), amerikansk presidenthustru

- Kim Grant (född 1972), ghanansk fotbollsspelare

- Lee Grant (född 1925), amerikansk skådespelerska
- Lee Grant (fotbollsspelare) (född 1983), engelsk fotbollsmålvakt
- Linda Grant (född 1951), brittisk journalist och romanförfattare
- Lloyd Grant (född 1961), jamaicansk musiker

- Madison Grant  (1865–1937), amerikansk advokat, naturvårdare och eugeniker
- Marshall Grant (1928–2011), amerikansk basist
- Melvyn Grant (född 1944), amerikansk illustratör
- Michael Grant (född 1972), amerikansk tungviktsboxare
- Mike Grant (1873–1955), kanadensisk ishockeyspelare

- Patrick Grant (1804–1895), brittisk militär
- Peter Grant (1935–1995), brittisk manager i musikbrasnchen

- Richard E. Grant (född 1957), brittisk skådespelare, regissör och manusförfattare
- Robert Grant (1814–1894), skotsk astronom
- Robert Edmond Grant (1793–1874), skotsk zoolog
- Rodney A. Grant (född 1959), amerikansk skådespelare

- Shauna Grant (1963–1984), amerikansk porr- och nakenmodell
- Susannah Grant (född 1963), amerikansk manusförfattare och filmregissör

- Ted Grant (1913–2006), sydafrikansk-brittisk politiker, marxist
- Tiffany Grant (född 1968), amerikansk röstskådespelare och manusförfattare

- Ulysses S. Grant (1822–1885), amerikansk general och president

- William Grant (1839–1923), skotsk whiskytillverkare

## Personer med artistnamnet eller förnamnet Grant (urval)
- Grant (artist), artistnamn för Caroline Cederlöf (född 1994), svensk singer-songwriter
- Grant Gustin (född 1990), amerikansk skådespelare
- Grant Hill
- Grant Hill (filmproducent)
- Grant Main (född 1960), kanadensisk roddare
- Grant Roa (född 1974), nyzeeländsk skådespelare och regissör
- Grant Sawyer (1918–1996), amerikansk politiker
- Grant Show (född 1962), amerikansk skådespelare
- Grant Wood (1891–1942), amerikansk målare